# Port lotniczy Santa Maria
Port lotniczy Santa Maria (IATA: SMA, ICAO: LPAZ) – port lotniczy położony w miejscowości Vila do Porto, na wyspie Santa Maria, na Azorach.

## Linie lotnicze i połączenia
| Linia Lotnicza  | Kierunek         |
| --------------- | ---------------- |
| Azores Airlines | 1. Lizbona       |
| SATA Air Açores | 1. Ponta Delgada |